# Huejutla de Reyes
Huejutla de Reyes là một đô thị thuộc bang Hidalgo, México. Năm 2005, dân số của đô thị này là 115786 người.